# OF&G

Logo du label de certification OF&G

OF&G, pour « Organic Farmers & Growers », est l'organisme principal de certification des produits issus de l'agriculture biologique en Grande-Bretagne.